# بين دكورث
بين دكورث (بالإنجليزية: Ben Duckworth)‏ هو لاعب دوري الرغبي أسترالي، ولد في 23 سبتمبر 1974 في سيدني في أستراليا.